# 杨崇敬
杨崇敬，弘农华阴人。唐太宗之子吴王李恪妃杨氏之兄。官至太子詹事，常州刺史、工部侍郎、鸿胪卿、金紫光禄大夫、散骑常侍、太子少师，赠仪同三司、上柱国、郑国懿公。

## 家世
- 祖父：隋直阁将军、岷蔚抚豪道五州刺史、邢国公杨（士）贵
- 伯祖父：隋观王杨（士）雄，《旧唐书》称杨崇敬为杨师道从兄子
- 叔祖父：隋纳言杨（士）达
- 父：右卫副率、慈汾二州刺史静公杨誉

## 子女
夫人京兆韦氏，曹州刺史韦元整之女。
- 子：杨志诚，历任礼部、吏部员外郎、豳州三水令，中宗神龙初年追赠使持节太州诸军事、太州刺史。夫人天水赵氏，有九子。
  - 长孙：杨澂，兵部郎中、昌宁县伯
    - 曾孙：杨点（685～729年），字仲甫，袭郑国公，历任蒲州河东丞、郯王府祭酒、晋岐二州司功司法参军事，开元十七年六月廿六日终于西都太平里第，岁卌有五。八月廿六日祔于先茔，礼也。嗣子曰寀。
    - 曾孫女：楊真一（692～749年），為唐玄宗之妃嬪。

  - 孙：杨泚，武卫将军